# Ancienne église d'Aqaba
L’ancienne église d'Aqaba est une église en ruine découverte en 1998 dans la ville jordanienne d’Aqaba. Datée de la fin du IIIe siècle, elle serait l'une des plus anciennes églises chrétiennes découvertes à ce jour.
Elle est considérée comme la plus ancienne église connue construite en tant que telle (et non un bâtiment destiné premièrement à un autre usage et reconverti en église).
Les travaux de fouille furent menés par le professeur S. Thomas Parker de l’Université d'État de Caroline du Nord. Des fragments de poterie ont permis une datation estimée entre la fin du IIIe et le début du IVe siècle. La destination du bâtiment a été établie à partir de son plan général (basilical, avec une nef centrale et ses collatéraux), de son orientation vers l’est, et de divers détails tels des lampes à huile. 
Dans le cimetière situé à proximité, vingt-quatre squelettes humains furent trouvés, généralement dans des tombes de briques de terre séchée. Des fragments de poterie et des pièces de monnaie donnent une datation semblable pour ce cimetière. Un fragment en bronze de croix chrétienne fut également trouvé. 
Un évêque d’Aila (nom de l'ancienne ville établie à proximité du centre de l'actuelle Aqaba) était présent au concile de Nicée initié par l’empereur romain Constantin en 325 pour débattre de la nature de la Trinité et d’autres questions théologiques. La présence de l’évêque d’Aila suggère que la communauté de la ville était déjà d’une certaine importance. 
L’église, d'environ 28 sur 18 mètres, était faite de murs de terre séchée sur des fondations de pierre, avec des portes en arcs. La nef et les collatéraux étaient voutés. Des traces de peinture rouge et noire sont visibles sur le plâtre blanc un côté de la nef, mais il n’y a pas de représentation peinte identifiable. Sept marches de pierre suggèrent que la construction disposait d’un second niveau. À l’est de la nef se trouvent le chœur et une abside rectangulaire. Le chœur n’a pas été entièrement fouillé, mais il dénote deux phases de fondations.
Cette église fut apparemment utilisée pendant moins d’un siècle, les dernières pièces de monnaie datant de 337-361. Elle fut sans doute détruite par un tremblement de terre, connu de sources historiques. Les murs en ruine, visibles de la rue, atteignent par endroits une hauteur de trois mètres.
Le site comprend également d’importantes sections d’un mur d’enceinte de la ville datant de la période byzantine.

## Autres églises anciennes
- Ancienne église de Rihab (en), Jordanie, construite vers 230.
- Église à Doura Europos, Syrie : construite vers 230-240, elle fut évacuée lorsque la ville fut prise par les Perses en 256.
- Église du Saint-Sépulcre à Jérusalem en 325.
- Basilique de la Nativité à Bethléem en 333.
- Diverses églises de fabrication similaire en Égypte et Israël au IVe siècle.
- Église de Jubail (en) (Al-Jubayl, Arabie saoudite).